# Little G Weevil
Little G Weevil, polgári nevén: Szűcs Gábor (Budapest, 1977. július 6. –) magyar származású, az Egyesült Államokban (Atlanta) élő blues gitáros, énekes, zeneszerző, producer. 2013-ban a Memphisben megrendezett Nemzetközi Blues Kihívás (International Blues Challenge) győztese, amerikai Blues zenei díj (Blues Music Award) jelölt.

## Pályája
Little G Weevil dobosként kezdte, majd 17 évesen fordult érdeklődése a gitár felé. John Lee Hooker (amerikai bluesénekes) zenéje hatására kezdett bluest játszani. Olyan legendás zenészek voltak hatással rá, mint Lightnin’ Hopkins, B. B. King és Chuck Berry. 
1996-ban alapította első zenekarát, majd 1998-ban tűnt fel a Spo-Dee-O-Dee formációban, akikkel évekig járta Európát. 2001-ben megalapította saját együttesét, a Pure Blues-t. A 2004-ben One címmel kiadott albuma bekerült Dömötör Endre szerkesztésével, 15 zenei újságíró közreműködésével összeállított „303 magyar lemez, amit hallanod kell, mielőtt meghalsz” című kötetbe is.
Magyarországon blues zenészként dolgozott, minden idejét ennek a műfajnak szentelte, de úgy ítélte meg, stílusa kiteljesedéséhez, fejlődéséhez szükséges a kitekintés. 2004 szeptemberében a műfaj őshazájába, az Egyesült Államokba költözött, ahol amellett, hogy kezdetben civil munkákkal kereste a kenyerét, rendszeresen járt meghallgatásokra (open mic). 2005-ben első európai blues zenészként egyéves szerződést írt alá a memphisi legendás Beale Street-en található Blues City Café-ban. Különösen nagy sikereket aratott az afroamerikai énekesnővel, Louisiana Mojo Queen-nel közös formációjuk. Első szólófelvételeit szintén 2005-ben, Memphisben készítette.
2007-ben az atlantai King Mojo Records lemezkiadóval szerződött, de egy évvel később első szólóalbumát Southern Experience címmel magánkiadásban jelentette meg. A megjelenést koncertturné követte az Egyesült Államokban, Európában és Kanadában.
Szólókarrierjének második albuma, a The Teaser (2011) világszerte kitűnő kritikát kapott. A korong számos amerikai és nemzetközi blues slágerlista dobogós helyén szerepelt, illetve egy hónapig vezette a blues slágerlistát Franciaországban. A neves brit Mojo magazin is az év tíz legjobb albuma közé választotta.
2013 januárjában Little G Weevil megnyerte a Blues Foundation (Blues Világszervezet) által évente megrendezésre kerülő International Blues Challenge (Nemzetközi Blues Kihívás) versenyét szóló/duó kategóriában. Ugyanekkor kategóriája legjobb gitárosa címet is megszerezte. A négy napos maratoni megmérettetésen 17 ország több mint 200 indulója közül bizonyult Little G Weevil a legjobbnak. A díjátadó gálának z Orpheum Theater adott otthont Memphisben.
2013. július 23-án megjelent harmadik önálló CD-je (a VizzTone Label Group kiadásában), Moving címmel. A címadó dalban felhangzik a „long way to Georgia from my sweet Balaton Lake...” sor, mellyel a magyar gyökereire utal. Az angliai Mojo magazin az év három legjobb albuma közé választotta a lemezt. A világ összesített blues rádió lejátszási listáján két hónapig az első tíz között volt az album; 2013 októberében a harmadik helyen tetőzött.
2013 decemberében a blues műfajában legrangosabb elismerésnek számító Blues Music Awardra jelölték "Az év akusztikus előadója" (Acoustic Artist of the Year) kategóriában.
Moving című albuma 2014-ben Blues Blast Music Award jelölést kapott "Az év akusztikus albuma" kategóriában.
2014 őszétől a 2010-ben indult magyar X-Faktor televíziós tehetségkutató műsor ötödik évadának zsűritagja, mentora lett Geszti Péter helyett.
2014 és 2023 között további hat lemeze jelent meg, és turnézott Európa számos országában, valamint Kanadában is.
A 2023 júliusában megjelent If I May… című albuma első helyen szerepelt a Roots Music Report amerikai független szervezet globális blues rádió lejátszási listáján. 

## Albumok

### Szóló albumok
- If I May… (2023)
- Live Acoustic Session (2021)
- Play On (2020)
- Fish Tank (EP, 2020)
- Back in Alabama (2018)
- Something Poppin' (2017)
- Three Chords Too Many (2016)
- Moving (2013)
- The Teaser (2011)
- Southern Experience (2008)

### Közreműködőként
- Pure Blues: One (D&B)(2004)
- Pure Blues: Chump Change (D&B)(2001)
- Spo-Dee-O-Dee: Boogie-Woogie Barber Shop (2000)
- Spo-Dee-O-Dee: Drinking Wine Spo-Dee-O-Dee (1999)

## Könyvei
- Játssz tovább. Egy magyar blueszenész kalandjai a világban; Trubadúr, Bp., 2020

## Díjai, elismerései
- 2021 Blues Blast Music Award jelölés – Live Acoustic Session album
- 2016 Independent Blues Award jelölés – Three Chords Too Many album
- 2014 Hanosz Award Recipient "Musician of the Year"
- 2014 Blues Blast Music Award jelölés "Acoustic Album of the Year" – Moving című album
- 2014 USA Blues Music Award jelölés "Acoustic Artist of the Year"
- 2013 International Blues Challenge (29. Nemzetközi Blues Kihívás) 1. helyezett szóló / duó kategória
- 2013 International Blues Challenge (29. Nemzetközi Blues Kihívás) "Best Guitarist" – szóló/duó kategória